# Ordre de Scharnhorst
L’ordre de Scharnhorst (Scharnhorst-Orden) était un ordre honorifique de la République démocratique allemande (RDA). Créé le 17 février 1966, il constituait la plus haute décoration accordée au sein de la Nationale Volksarmee (NVA).

## Historique
L'ordre du Scharnhorst était un ordre à une classe et portait le nom du général prussien Gerhard von Scharnhorst. Scharnhorst était perçu en RDA comme un théoricien militaire progressiste, favorable à des réformes dans l'armée prussienne et ayant posé les bases d'une armée du peuple. La NVA s'inscrivait dans la tradition des guerres de liberté allemandes de 1813 à 1815 et se concevait comme une « armée du peuple ».

## Description
La conception de la médaille est due à Klaus Bernsdorf. La représentation plastique est l'œuvre du sculpteur berlinois Fritz Schulz.

## Conditions d'attribution
Cette distinction était accordée pour des faits remarquables :
- mérites militaires
- services rendus pour la protection de la RDA
- renforcement de la défense du pays

ainsi qu'à des membres, unités de troupes, associations et autres institutions (y compris civiles) de :
- l'Armée populaire nationale (ANV) le jour anniversaire de l'ANV le 1er mars de l'année.
- les troupes frontalières de la RDA (GT) le jour anniversaire du GT le 1er décembre de l'année.
- la Défense civile de la RDA (ZV) le jour anniversaire du ZV le 11 février.
- le ministère de la Sécurité d'État (MfS) le jour anniversaire du MfS le 8 février de l'année.

Cette distinction était également décernée à des membres d'autres institutions de la RDA qui n'étaient liées une organisation armée. Elle pouvait être aussi attribuée au personnel militaire étranger, tel le maréchal Viktor Koulikov.
La distinction était toujours remise accompagnée d'un certificat prestigieux et d'une dotation unique de 5 000 marks.

## Récipiendaires
Liste non exhaustive :
- Friedrich Dickel
- Heinz Hoffmann
- Wojciech Jaruzelski
- Heinz Keßler
- Erich Mielke
- Willi Stoph
- Theodor Hoffmann

## Sources
- (en) Cet article est partiellement ou en totalité issu de l’article de Wikipédia en anglais intitulé « Scharnhorst Order » (voir la liste des auteurs).

- (de) Cet article est partiellement ou en totalité issu de l’article de Wikipédia en allemand intitulé « Scharnhorst Orden » (voir la liste des auteurs).